# فونوویزا رکوردز

فونوویزا رکوردز (انگلیسی: Fonovisa Records) شرکت نشر موسیقی آمریکایی است، که در سال ۱۹۸۷ تأسیس شد.